# Île Motungaio
L'île Motungaio, ou Motungaio Island en anglais, est une île néo-zélandaise située dans la baie de Tauranga, au fond de la baie de l'Abondance.